# Porträtt av Martin Luther
Porträtt av Martin Luther är en serie konstverk av den tyske renässanskonstnären Lucas Cranach den äldre. Verken porträtterar den tyske teologen Martin Luther, som är känd för att ha initierat den protestantiska reformationen. Cranach och hans verkstad utförde otaliga tryckta och målade porträtt av Luther och det är i många fall svårt att fastställa i vilken utsträckning Cranach själv har varit delaktig i framtagandet. Inte sällan utgjorde de en diptyk tillsammans med porträttet av Luthers hustru Katharina von Bora eller hans nära medarbetare Philipp Melanchthon.    
Cranach föddes i Kronach (därav sitt namn) och var från 1508 hovmålare hos kurfursten Fredrik den vise och dennes efterträdare i Wittenberg. Han var nära vän till och anhängare av Luther som också var aktiv i Wittenberg. Cranach utförde förutom porträtten även förlagorna till de träsnitt till den första utgåvan av reformatorns tyska översättning av Nya testamentet 1522. I övrigt kan hans motivval dock inte sägas vara påverkad av sin lutherska tro. Han målade mytologiska och bibliska motiv, helgonbilder samt utförde många porträtt – även av religiösa motståndare såsom porträtten av den katolske kardinalen Albrecht av Brandenburg. 
Nationalmuseums porträtt av Luther ackompanjeras av ett porträtt av Katharina von Bora. Hans porträtt målades 1526 och hustruns troligen året därpå. De båda oljemålningarna ägdes av Söderfors församling till 1887 då de deponerades på Nationalmuseum i Stockholm. Genom bildernas naturalistiska bakgrund koncentreras framställningen till de porträtterades drag och framhäver ett allvarligt och barskt uttryck. Reformationens anda är tydlig just i bildens brist på insmickrande drag och uttrycket för en sträng etisk hållning. 
Statens Museum for Kunst i Köpenhamn äger också ett porträtt av Luther. Det är signerat (med en bevingad drake) och daterat till 1532 samt förvärvades till de kungliga samlingarna redan 1674. På Uffizierna i Florens finns två Cranachporträtt av Luther från 1529 respektive 1543. Båda ingår i en diptyk, 1529 års version tillsammans med hustrun och det yngre med Melanchthon.

## Versioner (urval)
| Bild | Titel                                                                                               | År              | Teknik           | Format (cm)             | Samling                                           |
| ---- | --------------------------------------------------------------------------------------------------- | --------------- | ---------------- | ----------------------- | ------------------------------------------------- |
|      | Portrait of Martin Luther                                                                           | 1525            | olja på ekpannå  | 40 x 26,6               | Bristol City Museum and Art Gallery               |
|      | Martin Luther (1483-1546), teolog, reformator Katharina von Bora (1499-1552), Martin Luthers hustru | 1526 cirka 1527 | olja på bokpannå | 39 x 26                 | Nationalmuseum, Stockholm                         |
|      | Martin Luther                                                                                       | 1528            | olja på pannå    | 37,4 x 23,6             | Niedersächsisches Landesmuseum, Hannover          |
|      | Martin Luther Katharina Luther (1499-1552), geb. von Bora                                           | 1529            | olja på bokpannå | 37,9 x 24,4 38,2 x 24,9 | Herzogliches Museum, Gotha                        |
|      | Martin Luther und seine Ehefrau Katharina von Bora                                                  | 1529            | olja på bokpannå | 36 x 23 36 x 23         | Hessisches Landesmuseum, Darmstadt                |
|      | Ritratto di Martin Lutero Ritratto di Caterina Bora (moglie di Martin Lutero)                       | 1529            | olja på pannå    | 36,5 x 23 37 x 23       | Uffizierna, Florens                               |
|      | Ritratto di Martin Lutero Ritratto di Katharina von Bora                                            | cirka 1529      | olja på träpannå | 38.3 x 24 38.2 x 24.7   | Museo Poldi Pezzoli, Milano                       |
|      | Portræt af Martin Luther                                                                            | 1532            | olja på träpannå | 37 x 23,5               | Statens Museum for Kunst, Köpenhamn               |
|      | Martin Luther (1483–1546) (attribuerad hans verkstad)                                               | troligen 1532   | olja på träpannå | 33,3 x 23,2             | Metropolitan Museum of Art, New York (sedan 1955) |
|      | Bildnis Martin Luthers                                                                              | troligen 1532   | olja på bokpannå | 19 x 15                 | Historisches Museum, Regensburg                   |
|      | Ritratto di Martin Lutero Ritratto di Filippo Melantone                                             | 1543            | olja på pannå    | 21 x 16                 | Uffizierna, Florens                               |
|      | Bildnis Martin Luthers (Pendang till Philipp Melanchthon)                                           | 1543            | olja på bokpannå | 20,8 x 15,2             | Gemäldegalerie Alte Meister, Kassel               |